# Archidiocèse de Natal
L'archidiocèse de Natal (en latin, Archidioecesis Natalensis) est une circonscription ecclésiastique de l'Église catholique dans le Nord-Est du Brésil. 
Son siège se situe dans la ville de Natal, capitale de l'État du Rio Grande do Norte.
Depuis 2023, son archevêque est João Santos Cardoso (pt).

## Histoire
C'est dans deux paroisses du diocèse que, en juillet et octobre 1645, un grand nombre de fidèles catholiques, avec leurs deux prêtres, André de Soveral et Ambrosio Francisco Ferro furent assassinés in odium fidei durant la célébration eucharistique par des calvinistes hollandais. On connaît les noms d'une trentaine d'entre eux. Ce groupe de martyrs de Natal furent canonisés le 15 octobre 2017  par le pape François.  

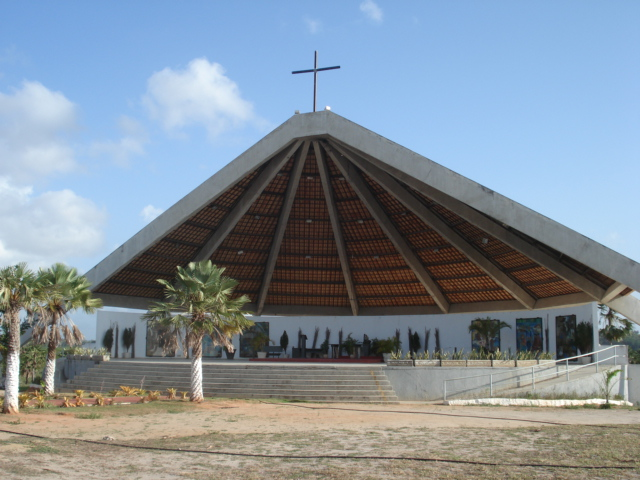
Chapelle des martyrs de Cunhaú et Uruaçu.